# رامیرو ناوارو
رامیرو ناوارو (اسپانیایی: Ramiro Navarro‎; ۲۵ مهٔ ۱۹۴۳ – ۲۶ مارس ۲۰۰۸) بازیکن فوتبال اهل مکزیک بود.
از باشگاه‌هایی که در آن بازی کرده‌است می‌توان به باشگاه فوتبال گوادالاخارا و باشگاه فوتبال آمریکا اشاره کرد.
وی همچنین در تیم ملی فوتبال مکزیک بازی کرده‌است.